# Formule d'eulogie dans l'Égypte antique
Une formule d'eulogie suit le nom d'une personne dont la mémoire est vénérée ; c'est en principe une épithète ou une courte proposition exclamative appelant sur l'intéressé toutes sortes de bénédictions. « Ânkh ouedja seneb » (𓋹𓍑𓋴 ˁnḫ wḏȝ snb) apparaît souvent après le nom des pharaons, dans les références à leur maison, ou à la fin des titulatures. La formule se compose de trois hiéroglyphes égyptiens sans clarification de la prononciation, ce qui rend sa forme grammaticale exacte difficile à reconstituer. Elle peut être exprimée par « vie, prospérité et santé », mais Alan Henderson Gardiner a proposé qu'ils représentent des verbes sous la forme : « Sois vivant, fort et en bonne santé ».

## Composants
Les hiéroglyphes égyptiens n'ont pas enregistré les valeurs des voyelles, ce qui rend impossible la prononciation exacte de la plupart des mots. Les prononciations égyptologiques conventionnelles des mots ˁnḫ, wḏȝ, et snb sont respectivement ânkh, ouedja et seneb[réf. nécessaire].
- Ânkh signifie « vie », « avoir la vie », « vivre »[2], notamment en ce qui concerne la longévité et la résurrection des anciennes divinités et pharaons égyptiens.
- Ouedja signifie « être entier » ou « intact »[3], avec des connotations de « prospérité » et de « bien-être »[4].
- Seneb signifie « être sain », « être bien », « être en bonne santé »[5].

## Vie, force et santé
En égyptien, le nom ou les désignations du souverain sont presque toujours suivis de ˁ.w.s., abréviation de ˁnḫ(=w), wḏȝ(=w), snb(=w), « qu'il soit vivant, intact et en bonne santé ! », au féminin ˁnḫ=t(j), wḏȝ=t(j), snb=t(j).
En français, cette formule est traduite, de façon erronée mais traditionnelle, par vie, santé, force (en abrégé, v. s. f.) et dans le langage courant par vie, force et santé.
La formule se rencontre exceptionnellement à la suite du nom d'un particulier.

### «v. s. f.» sur lapierre de Rosette
Pour les actions du pharaon Ptolémée V, les dieux le récompensent  (ligne R5) :

« ...Les dieux et les déesses lui ont donné la victoire, et la puissance, et la vie, et la force, et la santé [A.U.S.], et toutes les belles choses de toute sorte... :
|  |

|  |

|  |

|  |

|  |

|  |
ΔΕΔΩΚΑΣΙΝ ΑΥΤΩΙ ΟΙ ΘΕΟΙ ΥΓΙΕΙΑΝ ΝΙΚΗΝ ΚΡΑΤΟΣ ΚΑΙ ΤΑ ΑΛΛ ΑΓΑΘ [Α...] »

## Doué de vie
Après le nom d'un roi, on rencontre aussi ˁnḫ(=w) ḏ.t, « qu'il soit vivant à jamais » et d(w) ˁnḫ, « doué de vie ». Après celui d'une reine, ces expressions sont accordées au féminin : ˁnḫ=tj ḏ.t, « qu'elle soit vivante à jamais » et d(w).t ˁnḫ, « douée de vie ».
Ces formules sont parfois développées :
- ˁnḫ(=w) ḏ.t r nḥḥ, « qu'il soit vivant pour toujours et à jamais » ;
- d(w) ˁnḫ mj Rˁ, « doué de vie comme Rê ».

On peut même trouver comme sur un montant de la chapelle blanche de Sésostris Ier à Karnak :
- d(w) ˁnḫ nb, ḏd(.t) nb, wȝs nb, snb nb ; ˁnḫ(=w) ḏ.t, « doué de toute vie, de toute stabilité, de tout pouvoir et de toute santé ; qu'il soit vivant à jamais »

## Justifié
Maâ Kherou (ancien égyptien : mȝˁ ḫrw) est une expression signifiant « vrai de voix » ou « justifié » ou « l'acclamation qui lui est faite est juste ». Le terme est impliqué dans les anciennes croyances égyptiennes sur la vie après la mort, selon lesquelles les âmes décédées devaient être jugées moralement justes. Une fois que l'âme avait passé l'épreuve, la pesée du cœur, elle était jugée mȝˁ ḫrw et était autorisée à entrer dans l'au-delà. L'expression était souvent utilisée pour désigner quelqu'un qui était passé et était devenu un dieu en la plaçant à la fin du nom de l'individu en question. En tant que telle, elle se retrouve fréquemment dans les inscriptions des tombes égyptiennes et des temples mortuaires royaux, notamment dans le cadre d'une clause introductive pour les inscriptions autobiographiques célébrant les réalisations du propriétaire de la tombe ou du temple dans la vie.